# Sangli (huyện)
Huyện Sangli là một huyện thuộc bang Maharashtra, Ấn Độ. Thủ phủ huyện Sangli đóng ở Sangli. Huyện Sangli có diện tích 8572 ki lô mét vuông. Đến thời điểm năm 2001, huyện Sangli có dân số 2581835 người.